# Отвіль-Лон
Отві́ль-Лон (фр. Hauteville-Lompnes) — колишній муніципалітет у Франції, у регіоні Овернь-Рона-Альпи, департамент Ен. Населення — 3971 осіб (2011).
Муніципалітет був розташований на відстані близько 410 км на південний схід від Парижа, 65 км на схід від Ліона, 39 км на південний схід від Бург-ан-Бресса.

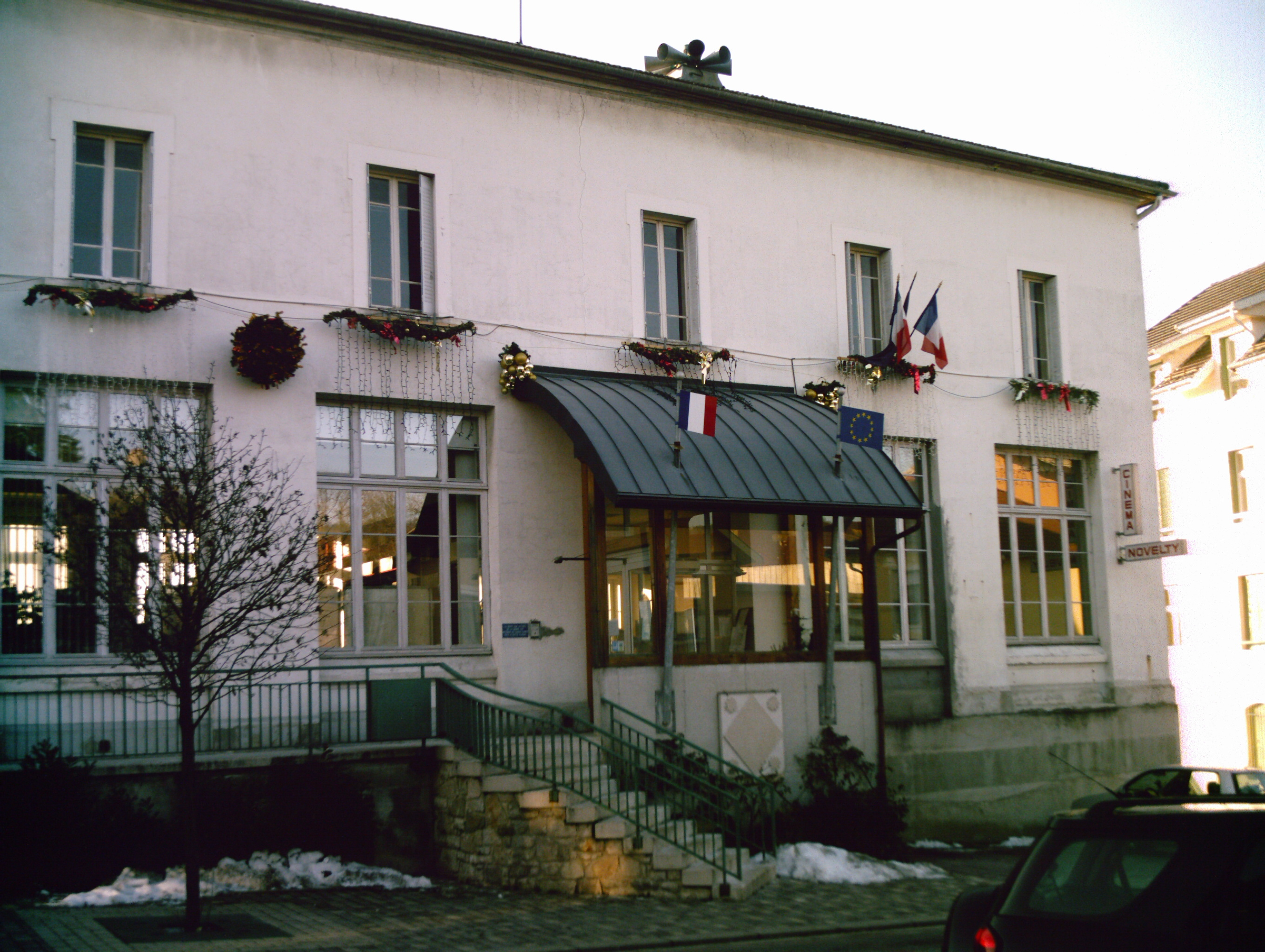

## Історія
До 2015 року муніципалітет перебував у складі регіону Рона-Альпи. Від 1 січня 2016 року належав до нового об'єднаного регіону Овернь-Рона-Альпи.
1 січня 2019 року Отвіль-Лон, Кормаранш-ан-Бюже, Остія i Тезільє було об'єднано в новий муніципалітет Плато-д'Отвіль.

## Демографія
Динаміка населення (INSEE і Cassini ):
Розподіл населення за віком та статтю (2006):
| Стать | Всього | До 15 років | 15-24 | 25-44 | 45-64 | 65-85 | Понад 85 |
| --- | ------ | ----------- | ----- | ----- | ----- | ----- | -------- |
| Чоловіки | 1884   | 220         | 196   | 496   | 568   | 372   | 32       |
| Жінки | 2220   | 244         | 284   | 508   | 524   | 532   | 128      |
| \| Статево-вікова піраміда \| Статево-вікова піраміда \| Статево-вікова піраміда \| \| ----------------------- \| ----------------------- \| ----------------------- \| \| Чоловіки \| Вік \| Жінки \| \| 32 \| 85 + \| 128 \| \| 92 \| 80-84 \| 112 \| \| 108 \| 75-79 \| 176 \| \| 44 \| 70-74 \| 128 \| \| 128 \| 65-69 \| 116 \| \| 84 \| 60-64 \| 116 \| \| 176 \| 55-59 \| 152 \| \| 168 \| 50-54 \| 108 \| \| 140 \| 45-49 \| 148 \| \| 136 \| 40-44 \| 172 \| \| 108 \| 35-39 \| 132 \| \| 132 \| 30-34 \| 92 \| \| 120 \| 25-29 \| 112 \| \| 92 \| 20-24 \| 164 \| \| 104 \| 15-20 \| 120 \| \| 88 \| 10-14 \| 92 \| \| 64 \| 5-9 \| 76 \| \| 68 \| 0-4 \| 76 \| |        |             |       |       |       |       |          |
| Статево-вікова піраміда |        |             |       |       |       |       |          |
| Чоловіки | Вік    | Жінки       |       |       |       |       |          |
| 32 | 85 +   | 128         |       |       |       |       |          |
| 92 | 80-84  | 112         |       |       |       |       |          |
| 108 | 75-79  | 176         |       |       |       |       |          |
| 44 | 70-74  | 128         |       |       |       |       |          |
| 128 | 65-69  | 116         |       |       |       |       |          |
| 84 | 60-64  | 116         |       |       |       |       |          |
| 176 | 55-59  | 152         |       |       |       |       |          |
| 168 | 50-54  | 108         |       |       |       |       |          |
| 140 | 45-49  | 148         |       |       |       |       |          |
| 136 | 40-44  | 172         |       |       |       |       |          |
| 108 | 35-39  | 132         |       |       |       |       |          |
| 132 | 30-34  | 92          |       |       |       |       |          |
| 120 | 25-29  | 112         |       |       |       |       |          |
| 92 | 20-24  | 164         |       |       |       |       |          |
| 104 | 15-20  | 120         |       |       |       |       |          |
| 88 | 10-14  | 92          |       |       |       |       |          |
| 64 | 5-9    | 76          |       |       |       |       |          |
| 68 | 0-4    | 76          |       |       |       |       |          |

## Економіка
2010 року серед 2548 осіб працездатного віку (15—64 років) 1739 були активними, 809 — неактивними (показник активності 68,2%, у 1999 році було 70,9%). З 1739 активних мешканців працювала 1591 особа (806 чоловіків та 785 жінок), безробітними було 148 (78 чоловіків та 70 жінок). Серед 809 неактивних 213 осіб було учнями чи студентами, 305 — пенсіонерами, 291 була неактивною з інших причин.

У 2010 році в муніципалітеті числилось 1610 оподаткованих домогосподарств, у яких проживали 3120,5 особи, медіана доходів виносила 18 728 євро на одного особоспоживача